# Puchar Ameryki Północnej w bobslejach 2015/2016
Puchar Ameryki Północnej w bobslejach 2015/2016 rozpoczął się 9 listopada 2015 roku w kanadyjskim Calgary, a zakończył się 18 marca 2016 roku w amerykańskim Lake Placid. Rozgrywane były trzy konkurencje: dwójka kobiet, dwójka mężczyzn i czwórka mężczyzn. Prowadzona była też klasyfikacja kombinacji, która łączy dwójkę i czwórkę mężczyzn.
W klasyfikacji dwójek mężczyzn zwyciężył Kanadyjczyk Nick Poloniato. U kobiet najlepsza okazała się Amerykanka Nicole Vogt. W czwórkach wygrał Amerykanin Codie Bascue, a w klasyfikacji kombinacji zwyciężył ponownie Kanadyjczyk Nick Poloniato.

## Kalendarz
| Lp. | Miejscowość | Konkurencja                   | 1. miejsce | 2. miejsce                                                                       | 3. miejsce                                                                                 |
| --- | ----------- | ----------------------------- | --- | -------------------------------------------------------------------------------- | ------------------------------------------------------------------------------------------ |
| 1.  | Calgary     | Dwójka kobiet (09.11.2015)    | Kanada Christine de Bruin · Cynthia Appiah | Kanada Alysia Rissling · Geneviève Thibault                                      | Stany Zjednoczone Nicole Vogt · Kristen Hurley                                             |
| 1.  | Calgary     | Dwójka kobiet (10.11.2015)    | Kanada Christine de Bruin · Cynthia Appiah | Stany Zjednoczone Brittany Reinbolt · Seun Adign                                 | Kanada Alysia Rissling · Geneviève Thibault                                                |
| 1.  | Calgary     | Dwójka mężczyzn (09.11.2015)  | Stany Zjednoczone Codie Bascue · Evan Weinstock | Kanada Justin Kripps · Alexander Kopacz                                          | Kanada Nick Poloniato · Cameron Stones                                                     |
| 1.  | Calgary     | Dwójka mężczyzn (10.11.2015)  | Kanada Chris Spring · Derek Plug | Kanada Nick Poloniato · Cameron Stones                                           | Stany Zjednoczone Codie Bascue · Evan Weinstock                                            |
| 1.  | Calgary     | Czwórka mężczyzn (13.11.2015) | Kanada Justin Kripps · Alexander Kopacz · Joshua Kirkpatrick · Ben Coakwell                                                                        | Kanada Chris Spring · Timothy Randall · Cameron Stones · Derek Plug              | Kanada Kaillie Humphries · Luke Demetre · Daniel Sunderland · Lascelles Brown              |
| 1.  | Calgary     | Czwórka mężczyzn (14.11.2015) | Stany Zjednoczone Codie Bascue · David Cremin · Nathan Gilsleider · Evan Weinstock                                                                 | Francja Loïc Costerg · Romain Heinrich · Yannis Pujar · Jordan Bytebier          | Kanada Chris Spring · Timothy Randall · Cameron Stones · Derek Plug                        |
| 1.  | Calgary     | Czwórka mężczyzn (14.11.2015) | Francja Loïc Costerg · Romain Heinrich · Yannis Pujar · Jordan Bytebier · Monako Rudy Rinaldi · Boris Vain · Thibault Demarthon · Alberic Delattre | –                                                                                | Kanada Kaillie Humphries · Luke Demetre · Daniel Sunderland · Lascelles Brown              |
| 2.  | Whistler    | Dwójka kobiet (26.11.2015)    | Kanada Christine de Bruin · Cynthia Appiah | Kanada Alysia Rissling · Kasha Lee                                               | Korea Południowa Lee Seon-hye · Shin Mi-ran                                                |
| 2.  | Whistler    | Dwójka kobiet (27.11.2015)    | Stany Zjednoczone Brittany Reinbolt · Bonnie Kilis                                                                                                 | Kanada Julia Corrente · Janine McCue                                             | Korea Południowa Lee Seon-hye · Shin Mi-ran                                                |
| 2.  | Whistler    | Dwójka mężczyzn (26.11.2015)  | Kanada Nick Poloniato · Cameron Stones | Holandia Ivo de Bruin · Dennis Veenker                                           | Australia Heath Spence · Lachlan Reidy                                                     |
| 2.  | Whistler    | Dwójka mężczyzn (27.11.2015)  | Kanada Nick Poloniato · Joey Nemet | Holandia Ivo de Bruin · Igor Brink                                               | Stany Zjednoczone Dakarai Kongela · Hakeem Abdul-Saboor                                    |
| 3.  | Park City   | Dwójka kobiet (26.02.2016)    | Stany Zjednoczone Nicole Vogt · Seun Adign | Kanada Alysia Rissling · Kasha Lee                                               | Stany Zjednoczone Katie Eberling · Kristen Hurley                                          |
| 3.  | Park City   | Dwójka kobiet (27.02.2016)    | Stany Zjednoczone Katie Eberling · Kristen Hurley                                                                                                  | Kanada Alysia Rissling · Kasha Lee                                               | Stany Zjednoczone Nicole Vogt · Seun Adign                                                 |
| 3.  | Park City   | Dwójka mężczyzn (26.02.2016)  | Stany Zjednoczone Codie Bascue · Nathan Gilsleider                                                                                                 | Kanada Nick Poloniato · Danie Sunderland                                         | Korea Południowa Suk Young-jin · Jang Ki-kun                                               |
| 3.  | Park City   | Dwójka mężczyzn (27.02.2016)  | Stany Zjednoczone Codie Bascue · Adrian Adams | Kanada Nick Poloniato · Dan Dale                                                 | Korea Południowa Suk Young-jin · Jang Ki-kun                                               |
| 3.  | Park City   | Czwórka mężczyzn (28.02.2016) | Stany Zjednoczone Justin Olsen · Brent Fogt · Luis Moreira · Evan Weinstock                                                                        | Stany Zjednoczone Codie Bascue · David Cremin · Nathan Gilsleider · Adrian Adams | Kanada Nick Poloniato · Daniel Sunderland · Dan Dale · Chris Patrician                     |
| 3.  | Park City   | Czwórka mężczyzn (29.02.2016) | Stany Zjednoczone Codie Bascue · David Cremin · Nathan Gilsleider · Adrian Adams                                                                   | Stany Zjednoczone Justin Olsen · Brent Fogt · Luis Moreira · Evan Weinstock      | Stany Zjednoczone Dakarai Kongela · Hakeem Abdul-Saboor · Austin Landis · Dustin Greenwood |
| 4.  | Lake Placid | Dwójka kobiet (13.03.2016)    | Kanada Alysia Rissling · Kasha Lee | Korea Południowa Kim Yoo-ran · Kim Min-seong                                     | Stany Zjednoczone Kristi Koplin · Bonnie Kilis                                             |
| 4.  | Lake Placid | Dwójka kobiet (14.03.2016)    | Stany Zjednoczone Katie Eberling · Terra Evans | Kanada Alysia Rissling · Kasha Lee                                               | Stany Zjednoczone Kristi Koplin · Maureen Ajoku                                            |
| 4.  | Lake Placid | Dwójka mężczyzn (13.03.2016)  | Stany Zjednoczone Codie Bascue · Adrian Adams | Stany Zjednoczone Nick Cunningham · Samuel Michener                              | Stany Zjednoczone Justin Olsen · Brent Fogt                                                |
| 4.  | Lake Placid | Dwójka mężczyzn (14.03.2016)  | Stany Zjednoczone Codie Bascue · David Cremin | Stany Zjednoczone Justin Olsen · Luis Moreira                                    | Kanada Nick Poloniato · Danie Sunderland                                                   |
| 4.  | Lake Placid | Czwórka mężczyzn (17.03.2016) | Stany Zjednoczone Nick Cunningham · Casey Wickline · James Reed · Samuel Michener                                                                  | Stany Zjednoczone Codie Bascue · David Cremin · Nathan Gilsleider · Adrian Adams | Kanada Nick Poloniato · Dan Dale · Daniel Sunderland · Chris Patrician                     |
| 4.  | Lake Placid | Czwórka mężczyzn (17.03.2016) | Stany Zjednoczone Nick Cunningham · Casey Wickline · James Reed · Samuel Michener                                                                  | Stany Zjednoczone Codie Bascue · David Cremin · Nathan Gilsleider · Adrian Adams | Kanada Nick Poloniato · Dan Dale · Daniel Sunderland · Chris Patrician                     |
| 4.  | Lake Placid | Czwórka mężczyzn (18.03.2016) | Stany Zjednoczone Nick Cunningham · Casey Wickline · James Reed · Samuel Michener                                                                  | Stany Zjednoczone Codie Bascue · David Cremin · Nathan Gilsleider · Adrian Adams | Stany Zjednoczone Hunter Church · Kris Enslen · Christopher Kinney · David Simon           |

## Klasyfikacje

### Dwójka kobiet
| Miejsce | Pilotka              | CAL | CAL | WHI | WHI | PCI | PCI | LPC | LPC | Punkty |
| ------- | -------------------- | --- | --- | --- | --- | --- | --- | --- | --- | ------ |
| 1.      | Nicole Vogt          | 3.  | 6.  | 5.  | 6.  | 1.  | 3.  | 4.  | 6.  | 776    |
| 2.      | Alysia Rissling      | 2.  | 3.  | 2.  | DNS | 2.  | 2.  | 1.  | 2.  | 772    |
| 3.      | Kim Yoo-ran          | 8.  | 7.  | 8.  | 7.  | 5.  | 5.  | 2.  | 4.  | 718    |
| 4.      | Lee Seon-hye         | 11. | 9.  | 3.  | 3.  | 7.  | 7.  | 7.  | 5.  | 692    |
| 5.      | Heather Suzanne Paes | 9.  | 10. | 6.  | 5.  | 6.  | 6.  | 8.  | 9.  | 660    |
| 6.      | Julia Corrente       | 4.  | 4.  | DNS | 2.  | 4.  | 8.  | 5.  | DSQ | 570    |
| 7.      | Katie Eberling       | 5.  | 11. | —   | —   | 3.  | 1.  | DNF | 1.  | 502    |
| 8.      | Christine de Bruin   | 1.  | 1.  | 1.  | 4.  | —   | —   | —   | —   | 456    |
| 9.      | Brittany Reinbolt    | 6.  | 2.  | 4.  | 1.  | —   | —   | —   | —   | 414    |
| 10.     | Kristi Koplin        | —   | 5.  | —   | —   | DSQ | 4.  | 3.  | 3.  | 392    |

### Dwójka mężczyzn
| Miejsce | Pilot                  | CAL | CAL | WHI | WHI | PCI | PCI | LPC | LPC | Punkty |
| ------- | ---------------------- | --- | --- | --- | --- | --- | --- | --- | --- | ------ |
| 1.      | Nick Poloniato         | 3.  | 2.  | 1.  | 1.  | 2.  | 2.  | 4.  | 3.  | 870    |
| 2.      | Suk Young-jin          | 7.  | 8.  | 4.  | 5.  | 3.  | 3.  | 5.  | 4.  | 744    |
| 3.      | Justin Olsen           | 8.  | 7.  | 8.  | 6.  | 4.  | 4.  | 3.  | 2.  | 736    |
| 4.      | Dakarai Kongela        | 9.  | 6.  | 5.  | 3.  | 6.  | 6.  | 7.  | 5.  | 710    |
| 5.      | Codie Bascue           | 1.  | 3.  | DNS | DNS | 1.  | 1.  | 1.  | 1.  | 702    |
| 6.      | Taylor Austin          | 17. | 13. | 6.  | 4.  | 5.  | 5.  | 12. | 11. | 604    |
| 7.      | Lucas Mata             | 14. | 9.  | 10. | 9.  | 7.  | 7.  | 9.  | 10. | 596    |
| 8.      | Cristiano Rogerio Paes | 13. | 14. | 9.  | 10. | 9.  | 8.  | 11. | 8.  | 568    |
| 9.      | Heath Spence           | 12. | 11. | 3.  | 8.  | —   | —   | 8.  | 9.  | 470    |
| 10.     | Ivo de Bruin           | 4.  | 5.  | 2.  | 2.  | —   | —   | —   | —   | 408    |

### Czwórka mężczyzn
| Miejsce | Pilot(ka)         | CAL | CAL | CAL | PCI | PCI | LPC | LPC | LPC | Punkty |
| ------- | ----------------- | --- | --- | --- | --- | --- | --- | --- | --- | ------ |
| 1.      | Codie Bascue      | 4.  | 1.  | 5.  | 2.  | 1.  | 2.  | 2.  | 2.  | 652    |
| 2.      | Nick Poloniato    | 10. | 6.  | 7.  | 3.  | 4.  | 3.  | 3.  | DNF | 498    |
| 3.      | Suk Young-jin     | 7.  | 10. | 10. | 7.  | 6.  | 6.  | 6.  | 4.  | 436    |
| 4.      | Hunter Church     | 11. | 9.  | 9.  | 5.  | —   | 5.  | 5.  | 3.  | 366    |
| 5.      | Geoffrey Gadbois  | 9.  | 8.  | 8.  | —   | 5.  | —   | —   | —   | 328    |
| 6.      | Loïc Costerg      | 5.  | 2.  | 1.  | —   | —   | —   | —   | —   | 322    |
| 7.      | Rudy Rinaldi      | 6.  | 4.  | 1.  | —   | —   | —   | —   | —   | 304    |
| 8.      | Chris Spring      | 2.  | 3.  | 6.  | —   | —   | —   | —   | —   | 300    |
| 9.      | Lucas Mata        | 12. | 12. | DNS | 6.  | 7.  | —   | —   | —   | 300    |
| 10.     | Kaillie Humphries | 3.  | 5.  | 3.  | —   | —   | —   | —   | —   | 296    |

### Kombinacja mężczyzn
| Miejsce | Pilot           |     | CAL | CAL | CAL | WHI | WHI | PCI | PCI | LPC | LPC | LPC | Punkty |
| ------- | --------------- | --- | --- | --- | --- | --- | --- | --- | --- | --- | --- | --- | ------ |
| 1.      | Nick Poloniato  | 2er | 3.  | 2.  |     | 1.  | 1.  | 2.  | 2.  | 4.  | 3.  |     | 1368   |
| 1.      | Nick Poloniato  | 4er | 10. | 6.  | 7.  |     |     | 3.  | 4.  | 3.  | 3.  | DNF | 1368   |
| 2.      | Codie Bascue    | 2er | 1.  | 3.  |     | DNS | DNS | 1.  | 1.  | 1.  | 1.  |     | 1354   |
| 2.      | Codie Bascue    | 4er | 4.  | 1.  | 5.  |     |     | 2.  | 1.  | 2.  | 2.  | 2.  | 1354   |
| 3.      | Suk Young-jin   | 2er | 7.  | 8.  |     | 4.  | 5.  | 3.  | 3.  | 5.  | 4.  |     | 1180   |
| 3.      | Suk Young-jin   | 4er | 7.  | 10. | 10. |     |     | 7.  | 6.  | 6.  | 6.  | 4.  | 1180   |
| 4.      | Justin Olsen    | 2er | 8.  | 7.  |     | 8.  | 6.  | 4.  | 4.  | 3.  | 2.  |     | 1006   |
| 4.      | Justin Olsen    | 4er | —   | —   | —   |     |     | 1.  | 2.  | 4.  | 4.  | DNS | 1006   |
| 5.      | Dakarai Kongela | 2er | 9.  | 6.  |     | 5.  | 3.  | 6.  | 6.  | 7.  | 5.  |     | 908    |
| 5.      | Dakarai Kongela | 4er | —   | —   | —   |     |     | 4.  | 3.  | —   | —   | —   | 908    |
| 6.      | Taylor Austin   | 2er | 17. | 13. |     | 6.  | 4.  | 5.  | 5.  | 12. | 11. |     | 900    |
| 6.      | Taylor Austin   | 4er | —   | 11. | 11. |     |     | 8.  | 8.  | —   | —   | —   | 900    |
| 7.      | Lucas Mata      | 2er | 14. | 9.  |     | 10. | 9.  | 7.  | 7.  | 9.  | 10. |     | 896    |
| 7.      | Lucas Mata      | 4er | 12. | 12. | DNS |     |     | 6.  | 7.  | —   | —   | —   | 896    |
| 8.      | Ivo de Bruin    | 2er | 4.  | 5.  |     | 2.  | 2.  | —   | —   | —   | —   |     | 668    |
| 8.      | Ivo de Bruin    | 4er | 8.  | 7.  | 4.  |     |     | —   | —   | —   | —   | —   | 668    |
| 9.      | Hunter Church   | 2er | —   | 18. |     | DNS | DNS | —   | 9.  | —   | 7.  |     | 566    |
| 9.      | Hunter Church   | 4er | 11. | 9.  | 9.  |     |     | 5.  | —   | 5.  | 5.  | 3.  | 566    |
| 10.     | Heath Spence    | 2er | 12. | 11. |     | 3.  | 8.  | —   | —   | 8.  | 9.  |     | 493    |
| 10.     | Heath Spence    | 4er | —   | —   | —   |     |     | —   | —   | 7.  | 7.  | 5.  | 493    |